# Апостол Тертије
Апостол Тертије је био један од седамдесет Христових апостола. Апостол Павле га спомиње у својој Посланици Римљанима (Рим 16,22). 
Био је други епископ града Иконије, после апостола Сосипатра.
Православна црква га прославља 30. октобра и 10. новембра по јулијанском календару.